# Subite al Chunche

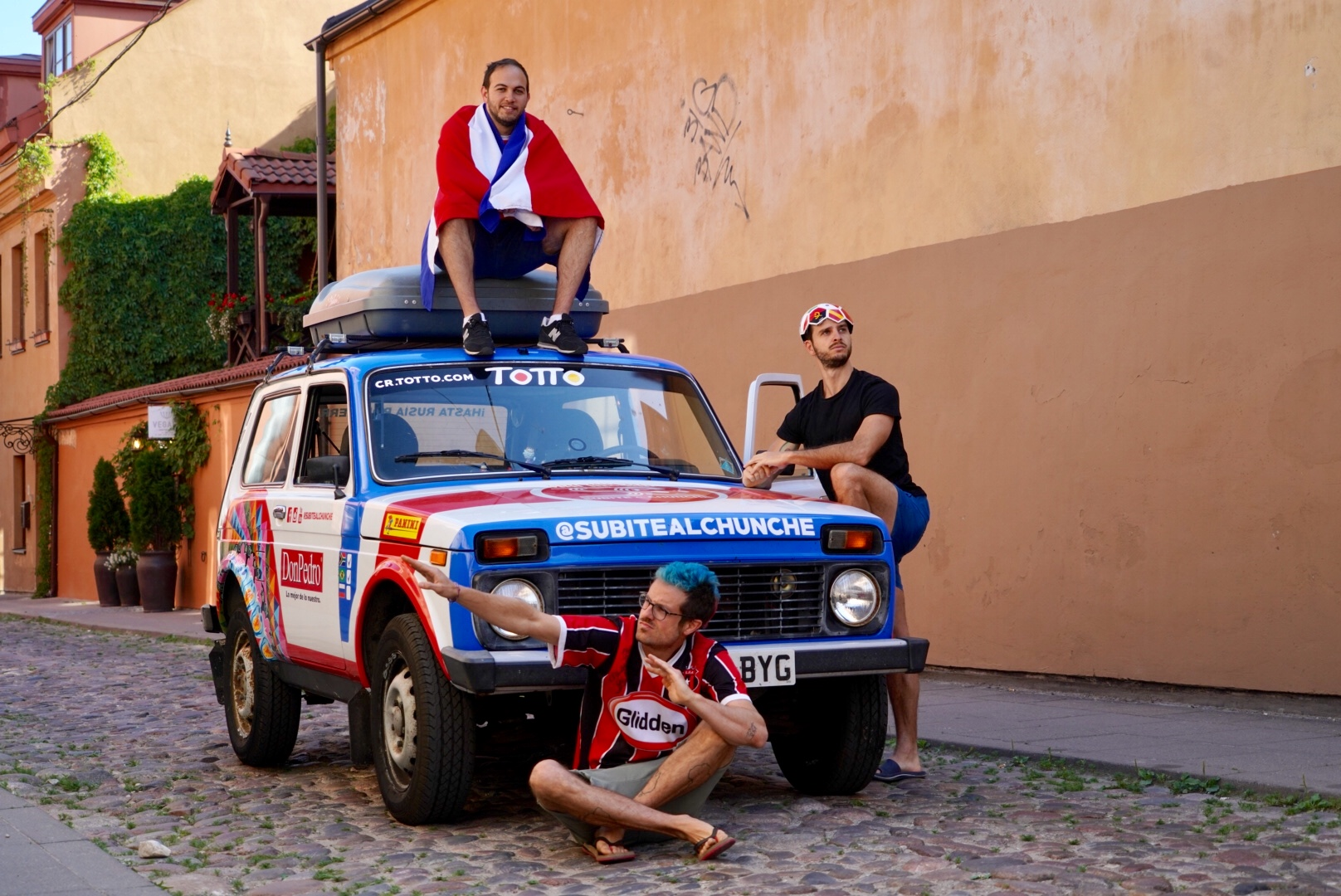
El "Chunche" utilizado en la edición 2018 del proyecto fue un Lada Niva modelo 1980. En la foto los protagonistas del viaje: a la derecha "Jupa'ebola", en el suelo "Sebas" y en el techo del vehículo, "Boli".

Subite al Chunche es un proyecto costarricense de viajeros aficionados al fútbol, fundado en el año 2010. El proyecto consiste en un viaje mundialista en el que sus integrantes recorren el globo desde Costa Rica, su país natal, hacia el país sede del mundial de fútbol del año en que se realiza 
utilizando un automotor escogido por su popularidad en Costa Rica, como "un automóvil del pueblo". Una vez el vehículo es escogido; es pintado, personalizado y bautizado como "Chunche". El proyecto ha recibido apoyo de futbolistas, celebridades y políticos.

## Origen
El proyecto inició en Sudáfrica en el año 2010, cuando Sebastián Castro y Oliver Nowalski ofrecieron su voluntariado en la Copa Mundial de la FIFA 2010. Buscando un método de facilitar el viaje a los estadios donde se celebraban los juegos, alquilaron un Volskwagen Tipo 1 de 1969.
El origen del nombre proviene del término chunche, que se utiliza para nombrar un objeto cuyo nombre no se sabe o no se recuerda. Probablemente de origen náhuatl, es muy utilizada en el hablar coloquial costarricense. Mientras que el término Subite, ejemplifica el voseo utilizado en el habla cotidiana costarricense, especialmente entre personas cercanas o del núcleo familiar.

## Inicios: Edición 2010
Para el año 2010, y en el Mundial de Fútbol de Sudáfrica, dos reporteros costarricenses, Sebastián Castro y Oliver Nowalski; hacían voluntariado para FIFA, el máximo organizador del evento. Castro y Nowalski alquilaron un Volkswagen Tipo 1 modelo 1968 para utilizar como oficina temporal al lado del estadio, lo pintaron con la bandera de Costa Rica y apodaron como "El Chunche".

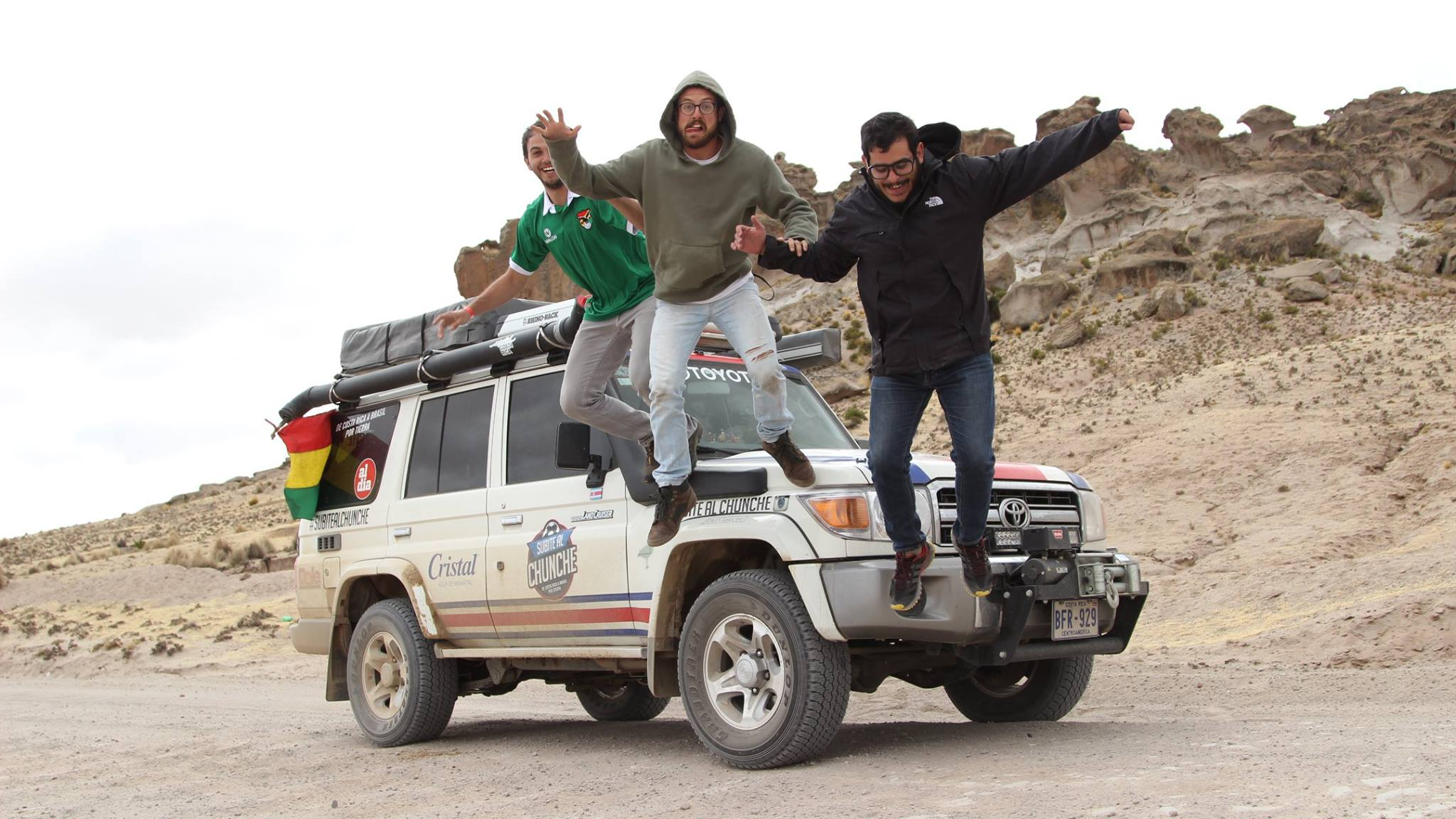
El "Chunche" utilizado para la edición 2014 fue un Toyota Land Cruiser. En la fotografía, los integrantes se encontraban en el Salar de Uyuni.

## Edición 2014
A diferencia del certamen del 2010 en Sudáfrica, en 2014 decidieron viajar desde su país natal, Costa Rica, hasta Brasil, por tierra. Para la Copa Mundial de la Fifa 2014, el vehículo utilizado por el equipo de Subite al Chunche fue un Toyota Land Cruiser HZJ 78. Durante este certamen, los viajeros de Subite al Chunche recorrieron 21 000 kilómetros en su Land Cruiser, visitando seis países durante el recorrido.
Durante el recorrido por Bolivia, en el tramo en el Salar de Uyuni, una estación de servicio de la zona dispensó gasolina en el tanque del Chunche cuyo motor era de gasóleo (diésel). Esto causó daños que retrasaron el viaje. Continuado el viaje por Uyuni, las bajas temperaturas de la región congelaron el tanque de combustible por lo que aplicaron una fuente de calor externa para continuar el recorrido.
La selección de Costa Rica llegó a cuartos de final en la copa FIFA del año 2014; lo que ha sido su mejor desempeño en la historia de su participación en dichos certámenes. La popularidad de la selección les sirvió de puente a los viajeros del proyecto, pues al final del viaje contaban con 40 000 seguidores en la plataforma Facebook.

## Edición 2018

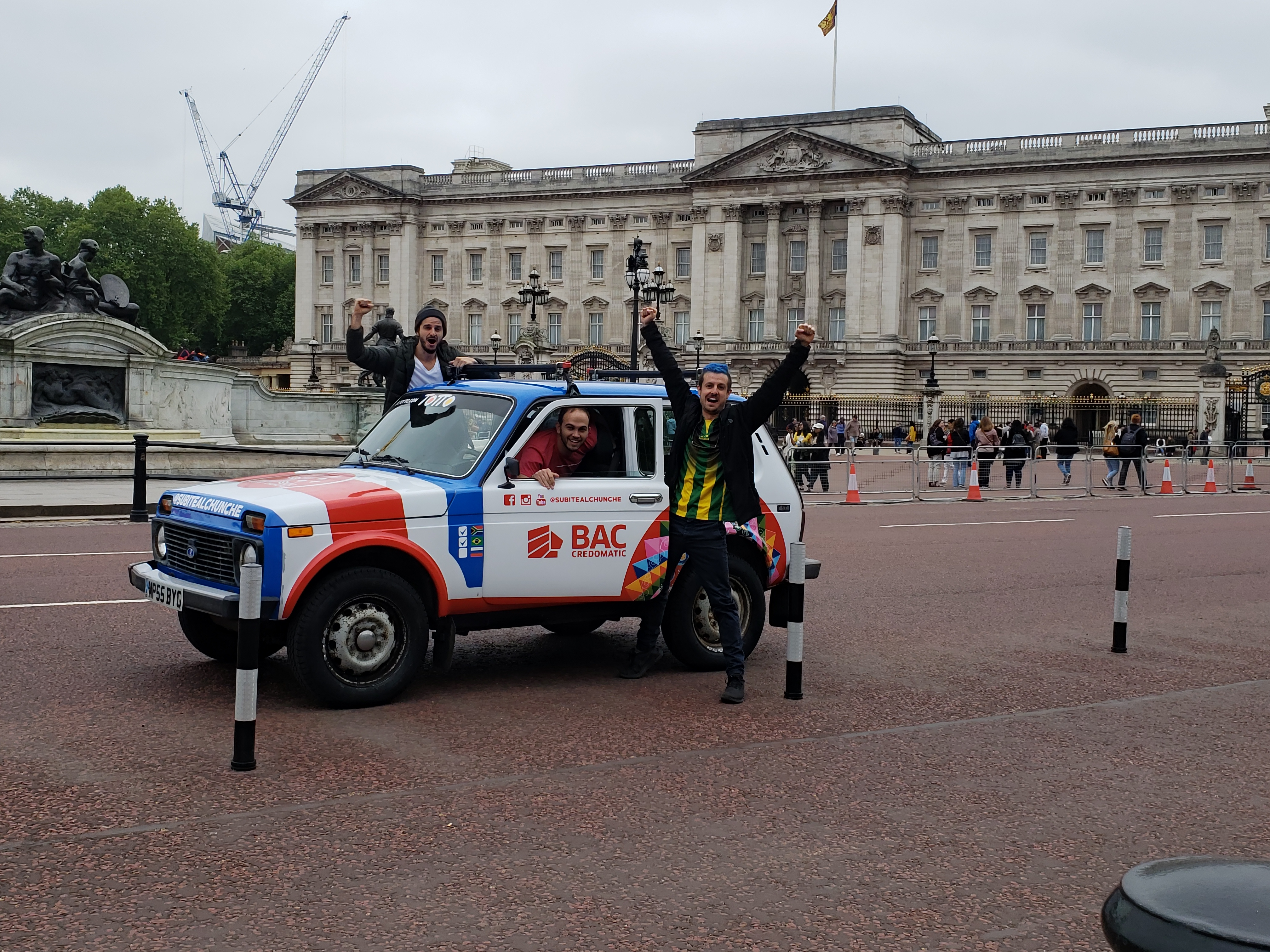
La edición 2018 incluyó un viaje desde Inglaterra a Rusia por tierra.

Para la Copa Mundial de la Fifa 2018, celebrada en Rusia, se eligió un Lada Niva 1980. Inicialmente calcularon una duración del viaje de aproximadamente 190 horas en automóvil, y una distancia total de 12 000 kilómetros.
El viaje inició el 13 de mayo de 2018 desde Inglaterra. De camino a República Checa, el grupo tuvo problemas de abastecimiento de combustible, por un fallo en la aguja indicadora del combustible. A su llegada a Rusia, los viajeros de Subite al Chunche visitaron la fábrica de Lada en Toliatti. A su llegada a Moscú el 13 de junio, recibieron una sanción de 85 dólares por no haber notificado su estancia. Con este Lada Niva y hasta mediados de junio del 2018, el equipo  de Subite al Chunche había viajado 8281 kilómetros.
El desempeño de la selección costarricense de fútbol en el mundial, no permitió que el proyecto de Subite al Chunche se extendiera por un período largo, dado que Costa Rica no clasificó más allá de la primera fase del certamen, para despedirse en el 29° lugar del campeonato.